# O Burrico de Troia
O Burrico de Troia é uma história especial da Turma do Chico Bento, paródia do conto Ilíada de Homero.
A história em quadrinhos foi publicado em fevereiro de 2006 pela Editora Globo na revista Clássicos da Literatura Turma da Mônica #2 e pela Editora Panini na revista Clássicos do Cinema #17. 

## História
Após o príncipe Genesinho Páris, (que tem frequentemente seu sobrenome trocado por outro, como Roma e Madri), raptar a princesa Rosinha, o Rei Menenholau chama os dois maiores heróis gregos, Chiquiles Bento e Ulisses Lelé para resgatá-la. Mas os heróis terão de enfrentar monstros mitológicos, tendo alguns deuses do seu lado, e outros contra, como Ares, que ajuda pessoalmente Genesinho. Até que Atena lhes dá uma excelente ideia: construir um cavalo!

## Paródias
Chico Bento = Aquiles
Zé Lelé = Ulisses
Rosinha = Helena
Nho Lau = Rei Menelau
Genesinho = Príncipe Páris